# Scoop DeVille
Elijah Blue Molina (Los Angeles, Kalifornija, SAD), bolje poznat po svom umjetničkom imenu Scoop DeVille je američki glazbeni producent, tekstopisac, reper i pjevač. On je sin Chicano repera Frosta. Scoop DeVille je poznat po suradnjama s izvođačima kao što su Snoop Dogg, Game, Xzibit, Fat Joe i slični. Također je član hip hop grupe Get Busy Committee.

## Diskografija
| Godina | Singl                                                               | Završne pozicije na top ljestvicama | Završne pozicije na top ljestvicama | Završne pozicije na top ljestvicama | Album                  |
| Godina | Singl                                                               | SAD                                 | SAD R&B                             | SAD Rap                             | Album                  |
| ------ | ------------------------------------------------------------------- | ----------------------------------- | ----------------------------------- | ----------------------------------- | ---------------------- |
| 2008.  | "Life of da Party" (Snoop Dogg featuring Too Short & Mistah F.A.B.) | –                                   | 48                                  | 14                                  | Ego Trippin'           |
| 2009.  | "I Wanna Rock" (Snoop Dogg)                                         | 41                                  | 10                                  | 3                                   | Malice n Wonderland    |
| 2010.  | "(Ha Ha) Slow Down" (Fat Joe featuring Young Jeezy)                 | –                                   | 54                                  | 23                                  | The Darkside, Vol. 1   |
| 2010.  | "Hurt Locker" (Xzibit)                                              | –                                   | –                                   | –                                   | Napalm                 |
| 2010.  | "New Year's Eve" (Snoop Dogg featuring Marty James)                 | –                                   | 66                                  | –                                   | nije s albuma          |
| 2011.  | "Haters" (Tony Yayo featuring 50 Cent, Shawty Lo & Roscoe Dash)     | –                                   | 112                                 | –                                   | The Yayo Rampage       |
| 2012.  | "The Recipe" (Kendrick Lamar featuring Dr. Dre)                     | 103                                 | 51                                  | 23                                  | Good Kid in a Mad City |

## Vanjske poveznice
- Scoop DeVille na Twitteru
- Scoop DeVille na MySpaceu